# Medios de comunicación en Antillas Neerlandesas
Teléfono: Estaciones de microondas para la comunicación interinsular.  2 cables submarinos y 2 estaciones vía satélite para la comunicación internacional (prefijo 599).
Emisoras de Radio: 8 en AM y 19 en FM (2004), (217.000 receptores).
Emisoras de Televisión: 3, y un servicio de televisión por cable, así como cuatro canales de Venezuela, en las islas de Curazao y Bonaire. (69.000 receptores).
Proveedores de internet: 6 (código .an)
- Datos: Q5684801